# Maatschappij Klazienaveen
De N.V. Turfstrooiselfabriek en Veenderij Klazienaveen v/h firma W.A. Scholten, kortweg Maatschappij Klazienaveen genaamd, was een verveningsbedrijf dat werd opgericht door Jan Evert Scholten.

## Geschiedenis
Grondlegger van het bedrijf was Willem Albert Scholten, die in 1873 bij toeval betrokken raakte bij de koop van veengrond te Emmer-Compascuum. In 1874 kocht hij het Smeulveen van 974 hectare, alsmede 1000 hectare in het Barger-Oosterveen. Aldus hoopte hij zijn suiker-, aardappelmeel- en strokartonfabrieken van brandstof te voorzien. Door aankopen en ruiling beschikte hij uiteindelijk over 2.200 hectare veengebied.
Zijn zoon, Jan Evert Scholten, begon met de verveningen nabij de Verlengde Hoogeveense Vaart. In 1899 richtte hij een turfkartonfabriek op. In 1906 liet hij het Scholtenskanaal graven, dat deze vaart in verbinding bracht met het Stadskanaal. Jan Evert stichtte ter plaatse ook het dorp Klazienaveen, genoemd naar zijn moeder, Klaziena Sluis.
De turfstrooiselfabriek en veenderij werd in 1905 een zelfstandige onderneming van het Scholten-concern. Na de Eerste Wereldoorlog werd er geen turfstrooisel meer geproduceerd en werd het een exploitant van landbouwgronden. De vervening vond nog plaats ten behoeve van de Puritfabriek, die in 1919 door de Maatschappij Klazienaveen was opgericht, maar die in 1924 in handen van de NV Algemeene Norit Maatschappij kwam.
Naast turfstrooisel werd ook een experimentele turfkartonfabriek opgericht die van 1899-1904 functioneerde.
In 1942 werd de turfstrooiselfabriek opnieuw in werking gesteld, mede om te verhinderen dat het machinepark anders door de bezetter zou worden gevorderd. Na 1945 produceerde men in de fabriek van NV Turdana, die  in 1959 afbrandde. Een nieuwe fabriek werd gebouwd en deze kwam in 1962 in productie om in 1975 te sluiten.
Na de Tweede Wereldoorlog werd nog tuinturf geproduceerd, maar uiteindelijk werd het bedrijf toch een exploitatiemaatschappij van landbouwgronden. het oorspronkelijke grondbezit van ruim 2.000 hectare werd in de loop der tijd teruggebracht tot 1100 hectare. De huidige naam van het bedrijf is Scholtenszathe.